# Rabenau (Hessen)

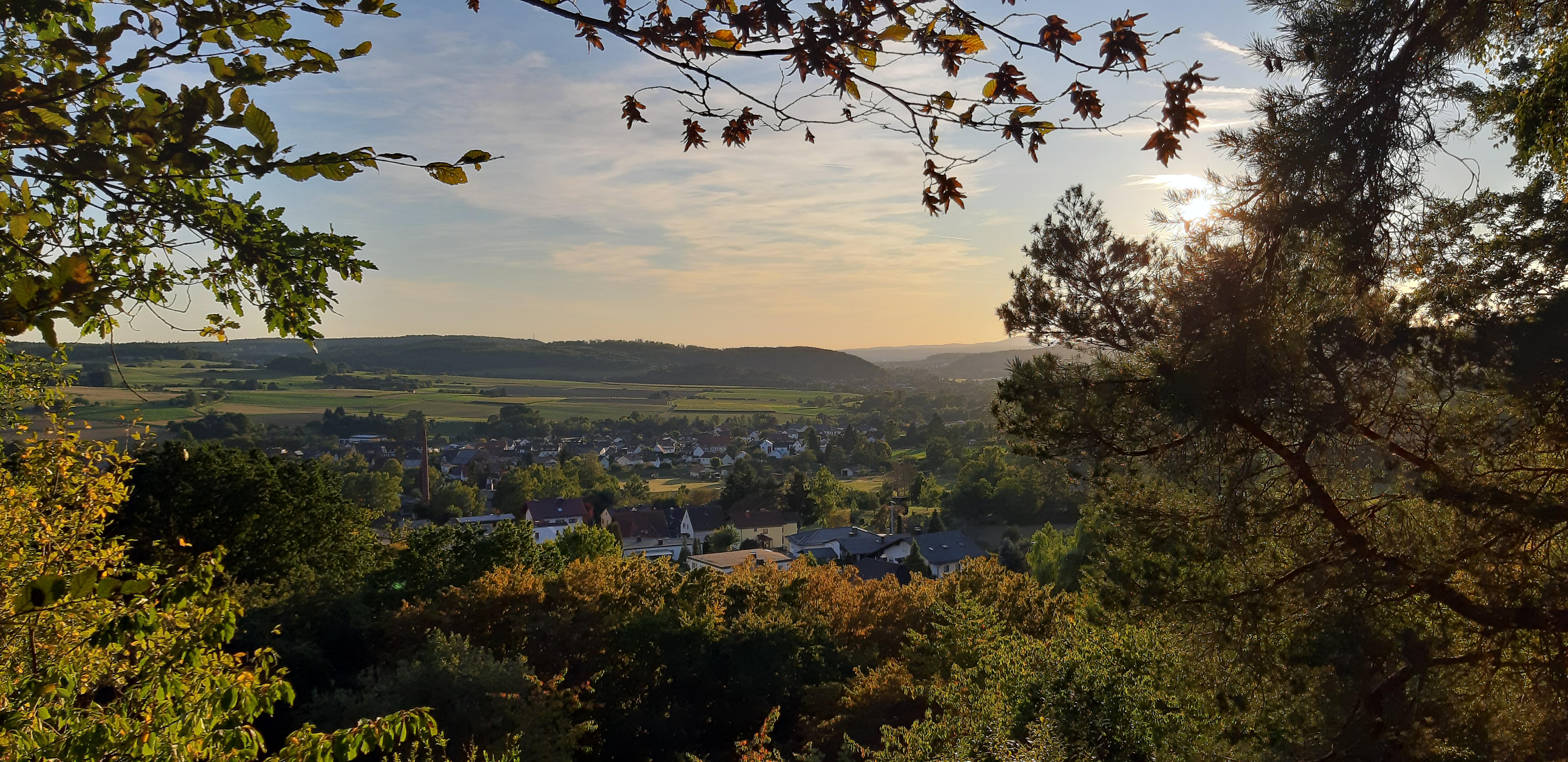
Blick auf Londorf

Die Gemeinde Rabenau befindet sich im Landkreis Gießen etwa 20 km nordöstlich der Kreisstadt Gießen und ebenso weit südöstlich der Universitätsstadt Marburg, etwa in der Mitte Hessens.

## Geografie

### Name
Der Name der Gemeinde geht auf den Landschaftsnamen die Rabenau zurück.

### Geografische Lage
Rabenau liegt an der Lumda, einem kleinen linken Nebenfluss der Lahn im geografischen Dreieck Gießen, Marburg und Grünberg. Umgeben wird die Gemeinde von Bergen zwischen 320 und knapp 400 m Höhe über NN. Großräumig liegt die Gegend zwischen Lahntal und Vogelsberg. Südlich schließt sich die Wetterau an.

### Nachbargemeinden
Rabenau grenzt im Norden an die Gemeinde Ebsdorfergrund (Landkreis Marburg-Biedenkopf), im Nordosten an die Stadt Homberg (Ohm) (Vogelsbergkreis), im Osten an die Stadt Grünberg, im Süden an die Gemeinde Reiskirchen, im Südwesten an die Gemeinde Buseck, sowie im Westen an die Stadt Allendorf (Lumda).

### Gemeindegliederung
Rabenau besteht aus den Ortsteilen Allertshausen, Geilshausen, Kesselbach, Londorf, Odenhausen (Lumda) und Rüddingshausen. Sitz der Gemeindeverwaltung ist der größte Ortsteil Londorf.

## Geschichte

### Gemeindebildung
Die Gemeinde Rabenau entstand im Zuge der Gebietsreform in Hessen am 1. Oktober 1970 durch den freiwilligen Zusammenschluss der Gemeinden Kesselbach und Londorf. Zum 31. Dezember 1971 wurden die Gemeinden Allertshausen, Geilshausen, Odenhausen und Rüddingshausen ebenfalls auf freiwilliger Basis eingegliedert. Für die eingliederten Orte wurden Ortsbezirke errichtet.

### Bevölkerung

#### Einwohnerentwicklung
| Rabenau: Einwohnerzahlen von 1973 bis 2020                          | Rabenau: Einwohnerzahlen von 1973 bis 2020 | Rabenau: Einwohnerzahlen von 1973 bis 2020 | Rabenau: Einwohnerzahlen von 1973 bis 2020 | Rabenau: Einwohnerzahlen von 1973 bis 2020 |
| ------------------------------------------------------------------- | ------------------------------------------ | ------------------------------------------ | ------------------------------------------ | ------------------------------------------ |
| Jahr                                                                |                                            |                                            |                                            | Einwohner                                  |
| 1973                                                                | 1973                                       |                                            | 5.100                                      | 5.100                                      |
| 1975                                                                | 1975                                       |                                            | 5.004                                      | 5.004                                      |
| 1980                                                                | 1980                                       |                                            | 5.123                                      | 5.123                                      |
| 1985                                                                | 1985                                       |                                            | 4.999                                      | 4.999                                      |
| 1990                                                                | 1990                                       |                                            | 5.406                                      | 5.406                                      |
| 1995                                                                | 1995                                       |                                            | 5.745                                      | 5.745                                      |
| 2000                                                                | 2000                                       |                                            | 5.576                                      | 5.576                                      |
| 2005                                                                | 2005                                       |                                            | 5.383                                      | 5.383                                      |
| 2010                                                                | 2010                                       |                                            | 5.182                                      | 5.182                                      |
| 2015                                                                | 2015                                       |                                            | 4.976                                      | 4.976                                      |
| 2020                                                                | 2020                                       |                                            | 5.060                                      | 5.060                                      |
| Quelle(n): Hessisches Statistisches Informationssystem; Zensus 2011 |                                            |                                            |                                            |                                            |

#### Einwohnerstruktur 2011
Nach den Erhebungen des Zensus 2011 lebten am Stichtag, dem 9. Mai 2011, in Rabenau 5167 Einwohner. Nach dem Lebensalter waren 783 Einwohner unter 18 Jahren, 2076 zwischen 18 und 49, 1185 zwischen 50 und 64 und 1122 Einwohner waren älter. Unter den Einwohnern waren 129 (2,5 %) Ausländer, von denen 50 aus dem EU-Ausland, 44 aus anderen europäischen Ländern und 32 aus anderen Staaten kamen. Bis zum Jahr 2020 erhöhte sich die Ausländerquote auf 5,1 %. Die Einwohner lebten in 2112 Haushalten. Davon waren 522 Singlehaushalte, 645 Paare ohne Kinder und 735 Paare mit Kindern, sowie 180 Alleinerziehende und 30 Wohngemeinschaften. In 447 Haushalten lebten ausschließlich Senioren und in 1335 Haushaltungen leben keine Senioren.

## Religion
Von der Reformation bis zum Zweiten Weltkrieg gab es in der Region fast ausschließlich evangelische Christen. So ist bis heute der Anteil der evangelischen Bürger sehr hoch. Etwa 10 % der Bevölkerung sind katholisch, weitere Glaubensgemeinschaften sind nicht vertreten.
Historische Religionszugehörigkeit
| • 1987: | 4203 evangelische (= 82,0 %), 565 katholische (= 11,0 %), 367 sonstige (= 7,15 %) Einwohner |
| • 2011: | 3824 evangelische (= 74,0 %), 578 katholische (= 11,2 %), 765 sonstige (= 14,8 %) Einwohner |

## Politik

### Gemeindevertretung
Die Kommunalwahl am 14. März 2021 lieferte folgendes Ergebnis, in Vergleich gesetzt zu früheren Kommunalwahlen:
| Sitzverteilung in der Gemeindevertretung 2021Insgesamt 23 Sitze - SPD: 4 - Grüne: 2 - BfRab: 10 - FW: 3 - CDU: 4 | Parteien und Wählergemeinschaften | Parteien und Wählergemeinschaften           | 2021  | 2021  | 2016  | 2016  | 2011  | 2011  | 2006  | 2006  | 2001  | 2001  |
| Sitzverteilung in der Gemeindevertretung 2021Insgesamt 23 Sitze - SPD: 4 - Grüne: 2 - BfRab: 10 - FW: 3 - CDU: 4 | Parteien und Wählergemeinschaften | Parteien und Wählergemeinschaften           | %     | Sitze | %     | Sitze | %     | Sitze | %     | Sitze | %     | Sitze |
| Sitzverteilung in der Gemeindevertretung 2021Insgesamt 23 Sitze - SPD: 4 - Grüne: 2 - BfRab: 10 - FW: 3 - CDU: 4 | BfRab                             | Bürger für Rabenau e. V.                    | 43,4  | 10    | —     | —     | —     | —     | —     | —     | —     | —     |
| Sitzverteilung in der Gemeindevertretung 2021Insgesamt 23 Sitze - SPD: 4 - Grüne: 2 - BfRab: 10 - FW: 3 - CDU: 4 | CDU                               | Christlich Demokratische Union Deutschlands | 18,3  | 4     | 24,7  | 6     | 23,9  | 7     | 24,1  | 8     | 25,6  | 8     |
| Sitzverteilung in der Gemeindevertretung 2021Insgesamt 23 Sitze - SPD: 4 - Grüne: 2 - BfRab: 10 - FW: 3 - CDU: 4 | SPD                               | Sozialdemokratische Partei Deutschlands     | 16,8  | 4     | 29,2  | 7     | 34,3  | 9     | 33,7  | 10    | 42,5  | 13    |
| Sitzverteilung in der Gemeindevertretung 2021Insgesamt 23 Sitze - SPD: 4 - Grüne: 2 - BfRab: 10 - FW: 3 - CDU: 4 | FW                                | Freie Wähler Rabenau                        | 11,5  | 3     | 35,6  | 8     | 30,2  | 8     | 34,7  | 11    | 25,7  | 8     |
| Sitzverteilung in der Gemeindevertretung 2021Insgesamt 23 Sitze - SPD: 4 - Grüne: 2 - BfRab: 10 - FW: 3 - CDU: 4 | Grüne                             | Bündnis 90/Die Grünen                       | 10,1  | 2     | 10,5  | 2     | 11,6  | 3     | 7,5   | 2     | 6,2   | 2     |
| Sitzverteilung in der Gemeindevertretung 2021Insgesamt 23 Sitze - SPD: 4 - Grüne: 2 - BfRab: 10 - FW: 3 - CDU: 4 | Gesamt                            | Gesamt                                      | 100,0 | 23    | 100,0 | 23    | 100,0 | 27    | 100,0 | 31    | 100,0 | 31    |
| Sitzverteilung in der Gemeindevertretung 2021Insgesamt 23 Sitze - SPD: 4 - Grüne: 2 - BfRab: 10 - FW: 3 - CDU: 4 | Ungültige Stimmen in %            | Ungültige Stimmen in %                      | 2,6   | —     | 3,8   | —     | 3,6   | —     | 1,6   | —     | 1,7   | —     |
| Sitzverteilung in der Gemeindevertretung 2021Insgesamt 23 Sitze - SPD: 4 - Grüne: 2 - BfRab: 10 - FW: 3 - CDU: 4 | Wahlbeteiligung in %              | Wahlbeteiligung in %                        | 58,8  | 58,8  | 58,8  | 58,8  | 54,8  | 54,8  | 54,4  | 54,4  | 64,8  | 64,8  |

### Bürgermeister
Nach der hessischen Kommunalverfassung wird der Bürgermeister für eine sechsjährige Amtszeit gewählt, seit dem Jahr 1993 in einer Direktwahl, und ist Vorsitzender des Gemeindevorstands, dem in der Gemeinde Rabenau neben dem Bürgermeister ehrenamtlich ein Erster Beigeordneter und sieben weitere Beigeordnete angehören. Bürgermeister ist seit dem 1. Mai 2024 Björn Zimmer (BfRab). Er setzte sich am 8. Oktober 2023 im ersten Wahlgang gegen Amtsinhaber Florian Langecker, der sich um eine zweite Amtszeit beworben hatte, bei 77,01 Prozent Wahlbeteiligung mit 52,09 Prozent der Stimmen durch.
Amtszeiten der Bürgermeister
- 2024–2030 Björn Zimmer (Bürger für Rabenau)[17]
- 2018–2024 Florian Langecker[20]
- 2006–2018 Kurt Hillgärtner (FWG)
- 1988–2006 Wilfried Eckl (SPD)[21]

### Ortsbeiräte
Es bestehen je ein Ortsbezirk für die Ortsteile Allertshausen, Geilshausen, Londorf mit Kesselbach, Odenhausen und Rüddingshausen mit Ortsbeirat und Ortsvorsteher, nach Maßgabe der §§ 81 und 82 HGO und des Kommunalwahlgesetzes in der jeweils gültigen Fassung gebildet.
Die Ortsbezirke sind durch das Gebiet der ehemaligen Gemeinden abgegrenzt und bestehen je nach Einwohnerzahl von fünf bis neuen Mitgliedern.
Die Wahl der Ortsbeiräte erfolgt im Rahmen der Kommunalwahlen. Der Ortsbeirat wählt eines seiner Mitglieder zum Ortsvorsteher bzw. zur Ortsvorsteherin. Zur Zusammensetzung siehe die jeweiligen Stadtteile.
Ortsvorsteher (Kommunalwahl 2021)
- Londorf mit Kesselbach: Dirk Waldschmidt (BfRab)
- Allertshausen: Egon Kellermann (CDU)
- Odenhausen: Matthias Schmidt (BfRab)
- Geilshausen: Markus Titz (BfRab)
- Rüddingshausen: Björn Zimmer (BfRab)

### Wappen
| Wappen von Rabenau | Blasonierung: „In silbernem Schild unter rotem Schildhaupt ein aus schwarzen Herzen gebildeter Dreipass.“ |
| Wappen von Rabenau | Wappenbegründung: Das Wappen wurde am 30. Juli 1971 durch das Hessische Ministerium des Innern genehmigt, welches dem der vormaligen Gemeinde Londorf entspricht. Das Wappen ist eine Abwandlung des Wappens der Familie von Nordeck zur Rabenau, der rote Schildhaupt stellt die Ergänzung dar. |

### Städtepartnerschaften
- Nans-les-Pins und Plan d'Aups in Frankreich
- Rabenau (Sachsen)

## Kultur und Sehenswürdigkeiten
- Heimatmuseum
- Teile der Burganlage und Burggarten in Londorf
- Sehenswerte Kirchen in Londorf, Allertshausen, Odenhausen, Geilshausen und Rüddingshausen
- „Kirchenstumpf“: Letzte Spuren der ehemaligen Siedlung „Antreff“ zwischen Allertshausen und Geilshausen
- ODculture: Der Verein präsentiert kulturelle Veranstaltungen insbesondere im historischen Alten Schulsaal in Odenhausen.
- Hofgut Theater in Odenhausen
- Kunstforum im Bürgersaal am alten Bahnhof in Londorf

### Regelmäßige Veranstaltungen
Im September findet in Londorf der Michaelis-Markt statt, der an die historischen Jahrmärkte in diesem Ortsteil anknüpft. Im August wird gemeinsam mit Allendorf (Lumda), und Staufenberg ein autofreier Sonntag im Lumdatal durchgeführt. Ebenso ein fester Bestandteil im Rabenauer Veranstaltungskalender ist die traditionelle Kirmes, die in mehreren Ortsteilen gefeiert wird. Zahlreiche weitere Feste und Veranstaltungen, wie z. B. das „Weihnachtsdorf“ in Geilshausen, werden über das gesamte Jahr verteilt von den Vereinen durchgeführt.

## Wirtschaft und Infrastruktur

### Verkehr
Unweit der Gemeindegrenze befindet sich die Anschlussstelle Grünberg der Bundesautobahn 5.
Durch Rabenau verlief seit 1896 die heute stillgelegte Lumdatalbahn mit den Stationen Londorf, Kesselbach, Odenhausen (Lumda) und Geilshausen. Die nächsten Bahnhöfe mit Personenverkehr sind jetzt Großen Buseck und Grünberg (Oberhess) an der Bahnstrecke Gießen–Fulda, die beide etwa 12 km von Rabenau entfernt sind. Von Bedeutung für den Regionalverkehr ist außerdem der Bahnhof Lollar an der Main-Weser-Bahn Kassel–Gießen–Frankfurt, der 14 km westlich von Rabenau liegt. Die nächsten Fernbahnhöfe sind Marburg (Lahn) und Gießen, beide etwa 23 km von Rabenau entfernt an der Main-Weser-Bahn gelegen.
Der nächste Flughafen (etwa 80 km Entfernung) ist der Flughafen Frankfurt Main.

### Bildungseinrichtungen
Grundschulen und Kindergärten befinden sich in den Ortsteilen Londorf und Rüddingshausen.
Weiterführende Schulen befinden sich in den Nachbarstädten Allendorf (Lumda) und Grünberg.

### Freizeit- und Sportanlagen
- Lumdatalhalle im Ortsteil Londorf
- Sport- und Kulturhalle im Ortsteil Rüddingshausen
- DFB-Minispielfeld vom TSV 07 Londorf e. V. am Gemeindezentrum
- Wanderhütte des Oberhessischen Gebirgsvereins Londorf
- Sportplätze in allen Ortsteilen
- Minigolfanlage im Burggarten Londorf
- Boule-Bahn im Burggarten Londorf und am Dorfgemeinschaftshaus in Allertshausen
- Tennisplatz in Londorf
- Rundwanderweg „Rabenauer Höhenweg“
- Radwanderweg Lumda-Wieseck (45 km)
- Schießsportzentrum des Schützenverein 1969 Londorf e. V.